# نغم نوزات
نغم نوزات (عربی: نغم نوزات حسن)؛ اهل عراق است.
او یکی از فعالان ایزدی اهل بعشیقه از استان نینوای عراق و متخصص زنان می‌باشد.
در سال ۲۰۱۴ پس از تسخیر شهر شنگال توسط نیروهای دولتی اسلامی و کشتار زنان و دختران ایزدی، او در مرکز توجهات قرار گرفت.
او متوجه شد که این تأثیرات را داشته و از اردوگاه‌ها برای ارائه مشاوره به کسانی که درگیر آن بودند بازدید کرد.
در ۲۹ مارس ۲۰۱۶ او جایزه بین‌المللی زنان شجاع برای "ترویج برابری جنسیتی، مبارزه با خشونت مبتنی بر جنسیت " را از آن خود کرد. او همچنین بخاطر فعالیت حقوق بشری در ژوئن ۲۰۱۴ از جانب سازمان همبستگی اروپایی، جایزه گل نقره را دریافت کرد. پس از آن او به دهوک بازگشت و به ادامه کار خود در مرکز زنان بازمانده مشغول شد.